# Ubertino Pallavicini
Ubertino (o Umbertino) Pallavicini (fallecido en 1278) fue el hijo y sucesor de Guido como margrave de Bodonitsa en 1237.
A pesar del hecho de que, después de la caída del Reino de Tesalónica en 1224, Bodonitsa era un vasallo del Principado de Acaya, Ubertino ayudó a su primo Guido I de la Roche, duque de Atenas, en la guerra contra el príncipe de Acaya, Guillermo II de Villehardouin. Estuvo presente en la batalla de Karydi en 1258 y se retiró con el duque de regreso a Tebas. En 1259, sin embargo, se unió al príncipe y al déspota de Epiro, Miguel II, contra el emperador de Nicea, Juan IV Ducas Láscaris. Fueron derrotados en los campos de Pelagonia. En 1263, Ubertino fue de nuevo al lado de su señor feudal para declarar la guerra al Despotado de Morea.
Durante el reinado de Ubertino, gran parte de Eubea se había perdido ante los griegos y los piratas de Atalanta impedían que los suministros de alimentos llegaran a su pueblo y castillos. En 1264, por voluntad de sus difunta hermana Mabilia, recibió tierras cerca de Parma, que habían sido propiedades de su cuñado Azzo VII de Este. Su hermana más joven Isabel heredó el marquesado a su muerte en 1278.